# Kundus
Kundus este un oraș, capitala provinciei cu același nume din Afganistan.